# Saor Éire (1967-1975)
Saor Éire (irisch [s̪ˠeːɾˠ eːɾʲə] oder [s̪ˠiːɾˠ eːɾʲə], deutsch: „Freies Irland“) war eine irisch-republikanische, linke, paramilitärische Organisation, die sich aus ehemaligen Mitgliedern der Irisch-Republikanischen Armee und Trotzkisten zusammensetzte. Sie strebte an, die Zugehörigkeit Nordirlands zum Vereinigten Königreich zu beenden.
Sie führte den Namen der Saor Éire, die in der frühen Hälfte des 20. Jahrhunderts existierte.

## Geschichte
Gegründet 1967, wurde die Organisation von Peter Graham und Maureen Keegan von den jungen Sozialisten, Gerry Lawless von der Irish Workers Group und Frank Keane, ehemaliger Kommandant der Dublin Brigade der IRA. Graham war Mitglied der Vierten Internationale und Keegan war 1968 während der Mai-Unruhen in Paris aktiv. Saor Éire sah sich selbst als Stadtguerilla an. Die Führung glaubte daran, dass die Arbeiterklasse einen Umschwung bewirken müsse und hier der Schlüssel zum Erfolg liege. Ihr einziges politisches Manifest wurde im Mai 1971 veröffentlicht: das Saor Éire Manifesto (gedruckt von Red Mole).
Zwischen 1967 und 1970 führte Saor Éire eine Reihe von Bankrauben durch und erwarb mit diesen Geldern unter anderem Waffen. Mit dem Geld unterstützte man irische Unabhängigkeitskämpfer in Nordirland, außerdem wurden diese trainiert und mit Waffen versorgt. 1969 brachen The Troubles in Nordirland aus. Bei zwei Bankrauben in Newry (County Down) im März 1969 wurden £22.000 erbeutet, was zur damaligen Zeit ein Rekord darstellte. Im Februar 1970 besetzte die Gruppe kurzzeitig das Dorf Rathdrum im County Wicklow und raubte die örtliche Bank aus.
Am 3. April 1970 wurde in Dublin der Polizist Richard Fallon erschossen. In diesem Zusammenhang wurden Vorwürfe von der Familie Fallons gegen die irische Regierung erhoben, sie hätte die Täter unterstützt. Drei Männer: Sean Morrissey, Patrick Francis Keane und Joseph Dillon wurden wegen dieses Mordes verurteilt.
Am 13. Oktober 1970 starb Liam Walsh, Mitglied von Saor Éire, bei einer vorzeitig explodierenden Bombe in Dublin.
Peter Graham wurde in Dublin am 25. Oktober 1971 ermordet. Dieser Mord wurde nie aufgeklärt. Tariq Ali von der International Marxist Group und Charlie Bird wohnten der Bestattung Grahams bei.
Maureen Keegan starb 1972 an Krebs. Zu diesem Zeitpunkt stand die Organisation im Ruf, von Gangstern übernommen worden zu sein und nicht mehr an ihren revolutionären Zielen festzuhalten. Saor-Éire-Häftlinge im Gefängnis Portlaoise Prison in Port Laoise veröffentlichten am 18. Mai 1973 eine Erklärung und erklärten ihren Ausstieg aus der Saor Éire, da diese von Elementen übernommen worden sei, mit denen man sich nicht identifiziere.
Am 10. Juni 1975 wurde Larry White, ein führendes Saor-Éire-Mitglied aus Cork, von etlichen Kugeln auf der Male Mount Eden Road getroffen. Er starb kurz darauf an seinen Verletzungen. Die IRA wurde als Urheber des Attentates angesehen. 1976 wurden wegen des Mordes an Larry White mehrere Mitglieder der IRA verurteilt, unter anderem Bernard Lynch. Später wurde das Urteil wegen Verfahrensfehler aufgehoben.
Saor Éire wurde 1975 offiziell aufgelöst.